# Narzeczona Zandy’ego
Narzeczona Zandy’ego – amerykański western obyczajowy z 1974 roku w reż. Jana Troella.

## Fabuła
Stany Zjednoczone II połowy XIX w. Mieszkający samotnie na położonym na odludziu ranczo tytułowy Zandy jest mężczyzną wchodzącym w wiek średni i zdaje sobie sprawę, że najwyższa pora założyć rodzinę. Odpowiada na zamieszczone w prasie ogłoszenie matrymonialne nieznanej kobiety. Sprowadza ją do pobliskiego miasteczka, gdzie po krótkim zapoznaniu biorą ślub. Jednak ich związek od początku nie układa się najlepiej. Zandy jest człowiekiem prostym a nawet prostackim, bywa arogancki i brutalny. Pierwszej nocy pobytu Hannah w jego domu gwałci ją, uważając, że jako jej mąż ma do tego prawo. Jest dobrym hodowcą bydła, które jest jego pasją i odważnym człowiekiem (stacza w pojedynkę walkę z niedźwiedziem, którego zabija nożem) jednak poniewiera Hannah i jej nie szanuje. Zdradza ją i traktuje przedmiotowo. W końcu kobieta mając dość poniżeń, po kolejnej awanturze, przy poparciu matki Zandy’ego, każe mu się wynosić. Zandy wyjeżdża do miasteczka, gdzie w samotności, rozmyślając nad swoim małżeństwem, postanawia zmienić swój stosunek do żony. Powraca na ranczo i próbuje z nią rozmawiać, widać, że zależy mu na utrzymaniu związku, tylko nie bardzo wie jak to zrobić, bo nikt mu nigdy tego nie pokazał – jego ojciec również zawsze pomiatał jego matką. Wiadomość o narodzinach bliźniaków podczas jego nieobecności, córki i syna, zmieniają ostatecznie jego stosunek do żony, dobrze rokując na przyszłość.

## Główne role (m.in.)
- Gene Hackman – Zandy
- Liv Ullmann – Hannah
- Eileen Heckart – matka Zandy’ego
- Susan Tyrrell – Maria Cordova
- Harry Dean Stanton – Songer
- Joe Santos – Frank Gallo
- Frank Cady – ojciec Zandy’ego
- Sam Bottoms – brat Zandy’ego